# 3527 Маккорд
3527 Маккорд (3527 McCord) — астероїд головного поясу, відкритий 15 квітня 1985 року.
Тіссеранів параметр щодо Юпітера — 3,581.